# Himnusz
"Himnusz" là quốc ca của Hungary. Nó được sáng tác bởi Ferenc Kölcsey, và nhạc được sáng tác bởi Ferenc Erkel.

## Lời
| Tiếng Hungary (Ferenc Kölcsey, 1823) | Tiếng Hungary (Ký tự Cyrill) | Dịch sang tiếng Việt |
| Isten, áldd meg a magyart Jó kedvvel, bőséggel, Nyújts feléje védő kart, Ha küzd ellenséggel; Bal sors akit régen tép, Hozz rá víg esztendőt, Megbűnhődte már e nép A múltat s jövendőt! Őseinket felhozád Kárpát szent bércére, Általad nyert szép hazát Bendegúznak vére. S merre zúgnak habjai Tiszának, Dunának, Árpád hős magzatjai Felvirágozának. Értünk Kunság mezein Ért kalászt lengettél, Tokaj szőlővesszein Nektárt csepegtettél. Zászlónk gyakran plántálád Vad török sáncára, S nyögte Mátyás bús hadát Bécsnek büszke vára. Hajh, de bűneink miatt Gyúlt harag kebledben, S elsújtád villámidat Dörgő fellegedben, Most rabló mongol nyilát Zúgattad felettünk, Majd töröktől rabigát Vállainkra vettünk. Hányszor zengett ajkain Ozmán vad népének Vert hadunk csonthalmain Győzedelmi ének! Hányszor támadt tenfiad Szép hazám, kebledre, S lettél magzatod miatt Magzatod hamvvedre! Bújt az üldözött, s felé Kard nyúlt barlangjában, Szerte nézett s nem lelé Honját a hazában, Bércre hág és völgybe száll, Bú s kétség mellette, Vérözön lábainál, S lángtenger fölette. Vár állott, most kőhalom, Kedv s öröm röpkedtek, Halálhörgés, siralom Zajlik már helyettek. S ah, szabadság nem virúl A holtnak véréből, Kínzó rabság könnye hull Árvánk hő szeméből! Szánd meg Isten a magyart Kit vészek hányának, Nyújts feléje védő kart Tengerén kínjának. Bal sors akit régen tép, Hozz rá víg esztendőt, Megbűnhődte már e nép A múltat s jövendőt! | Иштен, а́лдд мег а мађарт Јо́ кедввел, бө́ше́ггел, Њу́јтш феле́је ве́дө́ карт, Ха күзд елленше́ггел; Бал шорш акит ре́ген те́п, Хозз ра́ ви́г естендө́т, Мегбү́нхө́дте ма́р е не́п А му́лтат ш јөвендө́т! Ө́шеинкет фелхоза́д Ка́рпа́т сент бе́рце́ре, А́лталад њерт се́п хаза́т Бендегу́знак ве́ре. Ш мерре зу́гнак хабјаи Тиса́нак, Дуна́нак, А́рпа́д хө́ш магзатјаи Фелвира́гоза́нак. Е́ртүнк Кунша́г мезеин Е́рт кала́ст ленгетте́л, Токај сө́лө́вессеин Некта́рт чепегтетте́л. За́сло́нк ђакран пла́нта́ла́д Вад төрөк ша́нца́ра, Ш њөгте Ма́ћа́ш бу́ш хада́т Бе́чнек бүске ва́ра. Хајх, де бүнеинк миатт Ђу́лт хараг кебледбен, Ш елсу́јта́д вилла́мидат Дөргө́ феллегедбен, Мошт рабло́ монгол њила́т Зу́гаттад фелеттүнк, Мајд төрөктө́л рабига́т Ва́ллаинкра веттүнк. Ха́њсор зенгетт ајкаин Озма́н вад не́пе́нек Верт хадунк чонтхалмаин Ђө́зеделми е́нек! Ха́њсор та́мадт тенфиад Се́п хаза́м, кебледре, Ш летте́л магзатод миатт Магзатод хамвведре! Бу́јт аз үлдөзөтт, ш феле́ Кард њу́лт барлангја́бан, Серте не́зетт ш нем леле́ Хонја́т а хаза́бан, Бе́рцре ха́г е́ш вөлђбе са́лл, Бу́ ш ке́тше́г меллетте, Ве́рөзөн ла́баина́л, Ш ла́нгтенгер фөлетте. Ва́р а́ллотт, мошт кө́халом, Кедв ш өрөм рөпкедтек, Хала́лхөрге́ш, ширалом Зајлик ма́р хељеттек. Ш ах, сабадша́г нем виру́л А холтнак ве́ре́бө́л, Ки́нзо́ рабша́г көнње хулл А́рва́нк хө́ семе́бө́л! Са́нд мег Иштен а мађарт Кит ве́сек ха́ња́нак, Њу́јтш феле́је ве́дө́ карт Тенгере́н ки́нја́нак. Бал шорш акит ре́ген те́п, Хозз ра́ ви́г естендө́т, Мегбү́нхө́дте ма́р е не́п А му́лтат ш јөвендө́т! | Nguyện xin Chúa che chở Hungary của chúng con Với ân sủng và lòng từ bì hải hà của Người. Xin dang rộng cánh tay uy quyền của Người. Che chở chúng con khỏi phường hung hãn. Những sự xấu xa đã giăng lối Xin thương xót và gia giảm cho chúng con. Nỗi buồn đau đã nặng trĩu trên đất nước này Vì tội lỗi trong quá khứ và tương lai. Người dẫn dắt tổ tiên chúng ta Lên núi thánh Karpat cao vời vợi Người đã giành lấy mảnh đất xinh đẹp này Và ban cho con cháu Bendeguz Và trên những mảnh đất Tisza và Danube chảy qua Đất của con cháu Árpád Sẽ đâm rễ và nở hoa. Trên vùng đồng bằng của Kuns Người đã làm cho trở nên màu mỡ Mgười đã cho mưa của mật hoa Trên những cánh đồng nho của Tokaj Người đã cắm lá cờ của chúng ta Trên những gò đất xù xì Những bức tường trên pháo đài Vienna Đã sụp đổ bởi đội quân giận dữ của Matyas. Than ôi, vì tội lỗi của chúng ta Đã làm cho Người buồn lòng Và Người đã giáng những tia sét Từ những đám mây đen của Người Cho đến khi mũi tên của quân Mông Cổ Đã bay qua đầu chúng ta Rồi ta mặc lấy tấm áo nô lệ Của ách thống trị Ottoman Có nghe không những tiếng cười man rợ Của những kẻ Ottoman Chúng hát mừng bài ca chiến thắng Trên xương máu những người anh hùng Nhưng rồi, những người con của quê hương Đã đứng lên đánh bại những kẻ bán nước Và tội ác của chúng Đã biến thành sự đau khổ của chúng. Kẻ phản bội đã chạy trốn khỏi chúng ta Hắn đang tránh cơn thịnh nộ của chúng ta Hắn đưa mắt nhìn xung quanh Nhưng rồi, quê hương của hắn nơi đâu Hắn vượt núi, xuống thung lũng Trong tuyệt vọng và đau đớn Dưới chân hắn là dòng sông máu Trên đầu hắn là biển lửa. Nơi lâu đài ấy, là đống hoang tàn Niềm vui và hạnh phúc đang dâng trào Ôi! Tiếng khóc than ai oán, não nùng Khốn thay, hoa tự do không còn nở nữa, Từ máu của những người đã hy sinh Và nước mắt chế độ vong nô Sôi chảy từ đôi mắt trẻ mồ côi. Nguyện xin Chúa thương xót dân tộc này Bị cuốn đi bởi bao nỗi gian nguy Xin giang rộng bàn tay của Người Che chở chúng con trước mọi sự dữ Ban cho những kẻ số phận khốn cùng Sự bình yên lâu dài Họ đã chịu đựng mọi tội lỗi Từ quá khứ và trong tương lai! |